# Хюго ван дер Гус
Хюго ван дер Гус (на нидерландски: Hugo van der Goes) е фламандски художник.
Той е роден около 1430 – 1440 г. в Гент, където през 1467 г. става майстор в гилдията на художниците. Сочен е за един от най-видните фламандски примитивисти, наред с Ян ван Ейк, Рогир ван дер Вейден и Ханс Мемлинг. Най-известната му работа е Олтар на Портинари - олтарен триптих, нарисуван във Флоренция около 1475 г.

## Творчество
Хюго продължава художествените традиции на ранната нидерландска живопис от първата половина на XV век. Художествената му дейност е разнообразна.
Участва като декоратор в украсата на град Брюге по случая сватбата през 1468 г. на херцога на Бургундия Карл Смели и Маргарита Йоркска, после в оформлението на тържествата в град Гент по случай пристигането в града на Карл Смели и Мария Бургундска – новата графиня на Фландрия през 1472 г.
В творческата му биография има множество неясноти, защото нито една от картините му не е датирана или подписана от него.
Най-известното му произведение – големият олтарен образ „Поклонението на пастирите“, или Олтар „Портинари“, който е изписан ок. 1475 г. по поръчка на Томазо Портинари – представител на Банката на Медичите в Брюге, дълго време е живял в Брюге, в качеството си на представител на семейство Медичи. На централния панел (с размер 2,5 на 3 m) са изобразени Дева Мария и Йосиф с Младенеца в обкръжение на влъхви и ангели. На страничните панели са изобразени членове на семейство Портинари, съпровождани от своите свети покровители.
Художникът оказва влияние на флорентинските живописци Доменико Гирландайо, Леонардо да Винчи и др.
| Картина | Наименование                                 | Дата            | Бои и основа              | Размер                                        | Музей                                   |
| ------- | -------------------------------------------- | --------------- | ------------------------- | --------------------------------------------- | --------------------------------------- |
|         | Поклонение на влъхвите Het Monforte-олтар    | ок. 1470        | масло върху панела        | 147x242 cm + 9x76,3 cm                        | Берлинска картинна галерия              |
|         | Успение на Света Богородица                  | ок. 1470        | масло върху панела        | 147,8 x 122,5 cm                              | Художествен музей, Брюге                |
|         | Портинари – триптих                          | ок. 1470        | масло върху панела        | 253 x 586 cm                                  | Уфици, Флоренция                        |
|         | Виенски диптих                               | ок. 1475        | масло върху панела        | 32,3x21,9 cm (links) en 34,4x22,8 cm (rechts) | Музей на историята на изкуството, Виена |
|         | Св. Иполит – триптих                         | ок. 1475        | масло върху панела        | 92 x 41 cm (linkerluik)                       | Катедралата св. Салвадор, Брюге         |
|         | Портрет на неизвестен мъж и Йоан Кръстител   | ок. 1475        | масло върху панела        | 32 x 22.5 cm                                  | Уолтър музей, Балтимор                  |
|         | Портрет на неизвестен мъж                    | ок. 1475        | масло върху панела        | ovaal 31,8 x 26 cm                            | Метрополитен, Ню Йорк                   |
|         | Портрет на неизвестен монах                  | ок. 1478        | масло върху панела        | 25.1 x 18.7 cm                                | Метрополитен, Ню Йорк                   |
|         | Триединство – олтар                          | ок. 1478 – 1479 | масло върху панел         | 4 maal 202x100.5 cm                           | Национална галерия Единбург, Шотландия  |
|         | лява част от диптих от „Полагане“            | ca. 1480        | темперни бои върху платно | 53,5x38,5 cm                                  | Ню Йорк                                 |
|         | дясна част от диптих от „Полагане“           | ca. 1480        | темперни бои върху платно | 53,5x38,5 cm                                  | Берлинска картинна галерия              |
|         | Поклонението на пастирите                    | ca. 1480        | масло върху панел         | 97x245 cm                                     | Берлинска картинна галерия              |
|         | Mадона с младенеца – среден панел от триптих | ок. 1480/1490   | масло върху панел         | 30 x 23 cm                                    | Музей, Франкфурт на Майн                |

## Смърт
Хюго ван дер Гус в последните години на своя живот продължава да работи и пътешества, изпълнявайки поръчки, но неговото душевно състояние става все по-лошо – той страда от остра депресия. Достатъчно млад човек, Хуго ван дер Гус умира през 1482 година в Аудергем.